# Donald Joseph Boomer Killick
Donald Joseph Boomer Killick (Pietermaritzburg, 6 de mayo de 1926 - Pretoria, 16 de abril de 2008) fue un botánico sudafricano.
De 1940-1943 concurrió al Maritzburg College. E ingresó, de 1945 a 1950, en la Universidad Natal, obteniendo en 1950 su M.Sc. "An account of the plant ecology of the Table Mountain area of Pietermaritzburg, Natal (Cuenta de la ecología Vegetal de la zona de Montañas Table de Pietermaritzburg, Natal.") De 1954 a 1957, y de 1969 a 1971 fue Oficial de Enlace de Sudáfrica en el Real Jardín Botánico de Kew. En 1957 obtuvo su Ph.D. "An account of the plant ecology of the Cathedral Peak area of the Natal Drakensberg".

## Algunas publicaciones
- trevor henry Arnold, donald joseph boomer Killick. 2002. Medicinal and magical plants of southern Africa: an annotated checklist. Volumen 13. Editor Nat. Bot. Institute, 203 pp. ISBN 1-919795-62-6
- donald joseph boomer Killick, rosemary Holcroft. 1990. A field guide to the flora of the Natal Drakensberg. Ilustró Rosemary Holcroft. Edición ilustrada de J. Ball, 200 pp. ISBN 0-947464-35-2
- ----------------------------------------------. 1987. The flowering plants of Africa. Volumen 49. Editor Du Plessis & Bot. Res. Institute Dept. of Agr. and Water supply
- ----------------------------------------------. 1982. Comptes-Rendus des séances du 10ème congrès de l'AETFAT qui s'est tenu du 18 au 23 janvier 1982 au Palais des Congrès du CSIR, Prétoria, République d'Afrique du Sud. 90 pp.
- ----------------------------------------------. 1981. Guide to science writing. Editor Dept. of Agriculture and Fisheries, 13 pp.
- ----------------------------------------------. 1972. Register of plant taxonomic and related research projects in Africa. Editor Bot. Res. Institute, 111 pp.
- ----------------------------------------------. 1963. An account of the plant ecology of the Cathedral Peak area of the Natal Drakensberg. Nº 34 de Bot. Survey memoir. Editor Govt. Printer, 178 pp.

## Honores
- 1966: electo presidente de la South African Biological Society
- 1975: presidente del Comité Internacional de las Espermatófitas

## Eponimia
Género
- (Lamiaceae) Killickia Bräuchler, Heubl & Doroszenko[2]

Especies
- (Cyperaceae) Carex killickii Nelmes[3]
- (Poaceae) Festuca killickii Kenn.-O'Byrne[4]